# Cantone di Charente-Champagne
Il Cantone di Charente-Champagne è una divisione amministrativa dell'arrondissement di Cognac.
È stato costituito a seguito della riforma approvata con decreto del 20 febbraio 2014, che ha avuto attuazione dopo le elezioni dipartimentali del 2015.

## Composizione
Comprende i 27 comuni di:
- Ambleville
- Angeac-Champagne
- Angeac-Charente
- Birac
- Bonneuil
- Bouteville
- Châteauneuf-sur-Charente
- Criteuil-la-Magdeleine
- Éraville
- Gensac-la-Pallue
- Genté
- Graves-Saint-Amant
- Juillac-le-Coq
- Lignières-Sonneville
- Malaville
- Mosnac
- Nonaville
- Saint-Fort-sur-le-Né
- Saint-Preuil
- Saint-Simeux
- Saint-Simon
- Salles-d'Angles
- Segonzac
- Touzac
- Verrières
- Vibrac
- Viville